# Liste der Flüsse in Litauen
Die Liste der Flüsse in Litauen enthält eine Auswahl der Fließgewässer in Litauen.
Fast 70 % der Fläche Litauens (etwa 49.600 km²) entfallen auf das Einzugsgebiet der Memel. Der Rest des Landes wird von Lielupe (8976 km²), Venta (5140 km²), Daugava (1857 km²) und Pregel 54 km² entwässert. 2523 km² entfallen auf diverse Zuflüsse des Baltischen Meeres.
Litauen zählt über 29.000 Fließgewässer die länger als 0,25 km sind. Somit verfügt das Land über ein Gewässernetz von etwa 69.000 Kilometern. 4418 der Fließgewässer sind länger als 3 km, 758 sind länger als 10 km und 21 sind über 100 km lang. Auf einen Quadratkilometer kommen durchschnittlich 0,99 km an Bächen und Flüssen.
- siehe auch: Memel-Becken

## Längste Flüsse
Diese Liste enthält alle Flüsse in Litauen, die über 100 km lang sind.
| Name      | Flusslänge Litauen | Flusslänge Total |
| --------- | ------------------ | ---------------- |
| Memel     | 475                | 937              |
| Neris     | 235                | 510              |
| Venta     | 161                | 346              |
| Šešupė    | 209                | 298              |
| Šventoji  | 246                | -                |
| Nevėžis   | 209                | -                |
| Merkys    | 190                | 203              |
| Minija    | 202                | -                |
| Nemunėlis | 160                | 199              |
| Dysna     | 58                 | 173              |
| Jūra      | 172                | -                |
| Mūša      | 140                | 157              |
| Lėvuo     | 145                | -                |
| Šušvė     | 135                | -                |
| Dubysa    | 131                | -                |
| Širvinta  | 129                | -                |
| Svēte     | 50                 | 118              |
| Šešuvis   | 115                | -                |
| Katra     | 24                 | 109              |
| Mituva    | 102                | -                |
| Bārta     | 55                 | 101              |

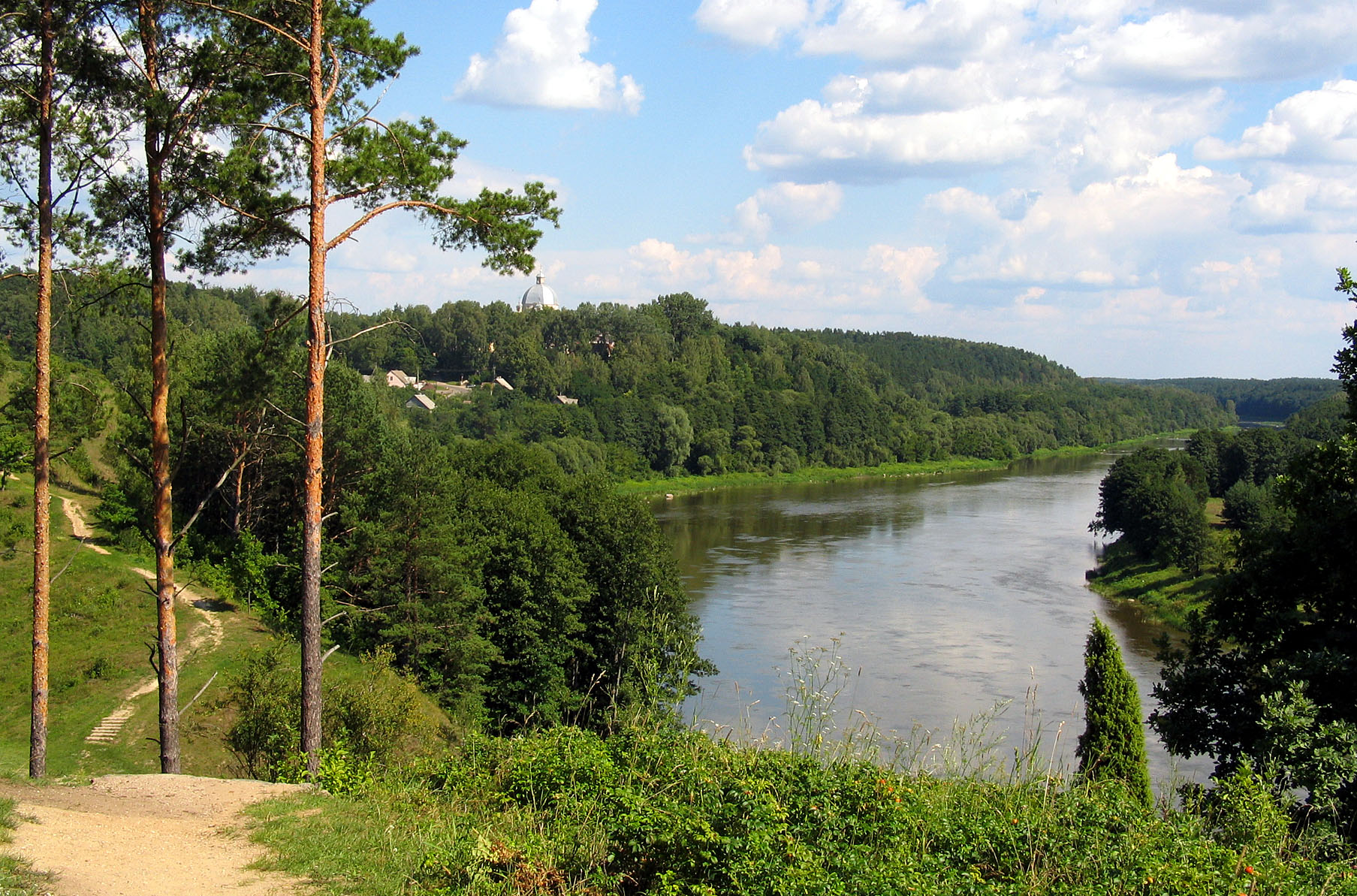
Memel bei Druskininkai
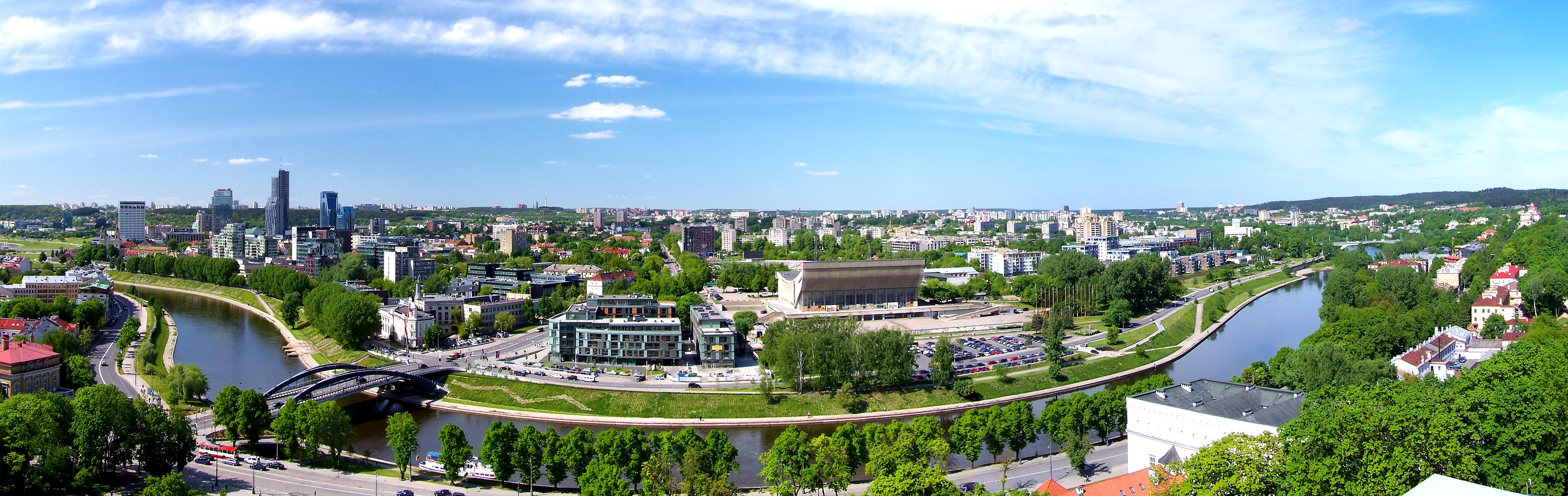
Neris in Vilnius
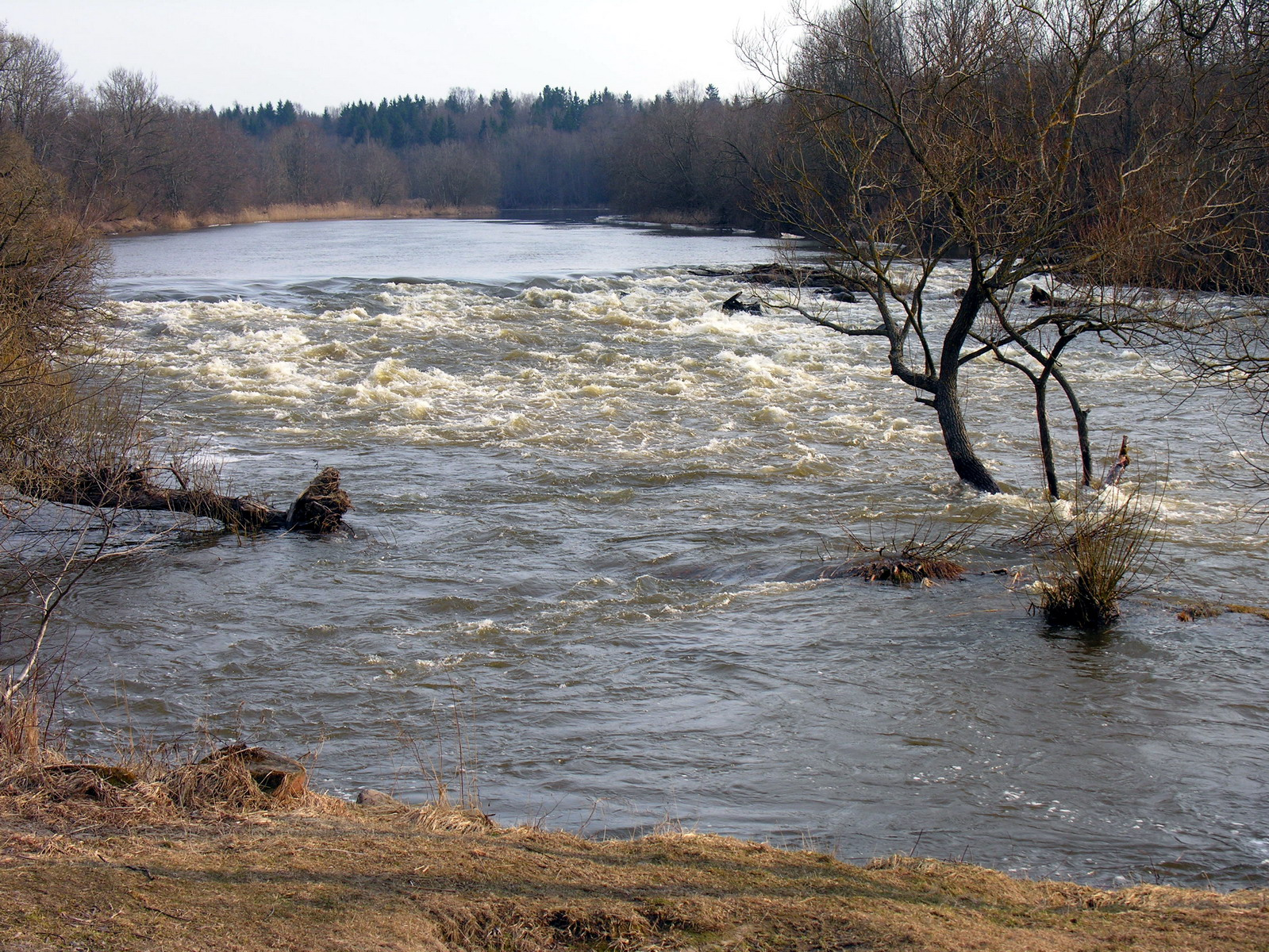
Venta
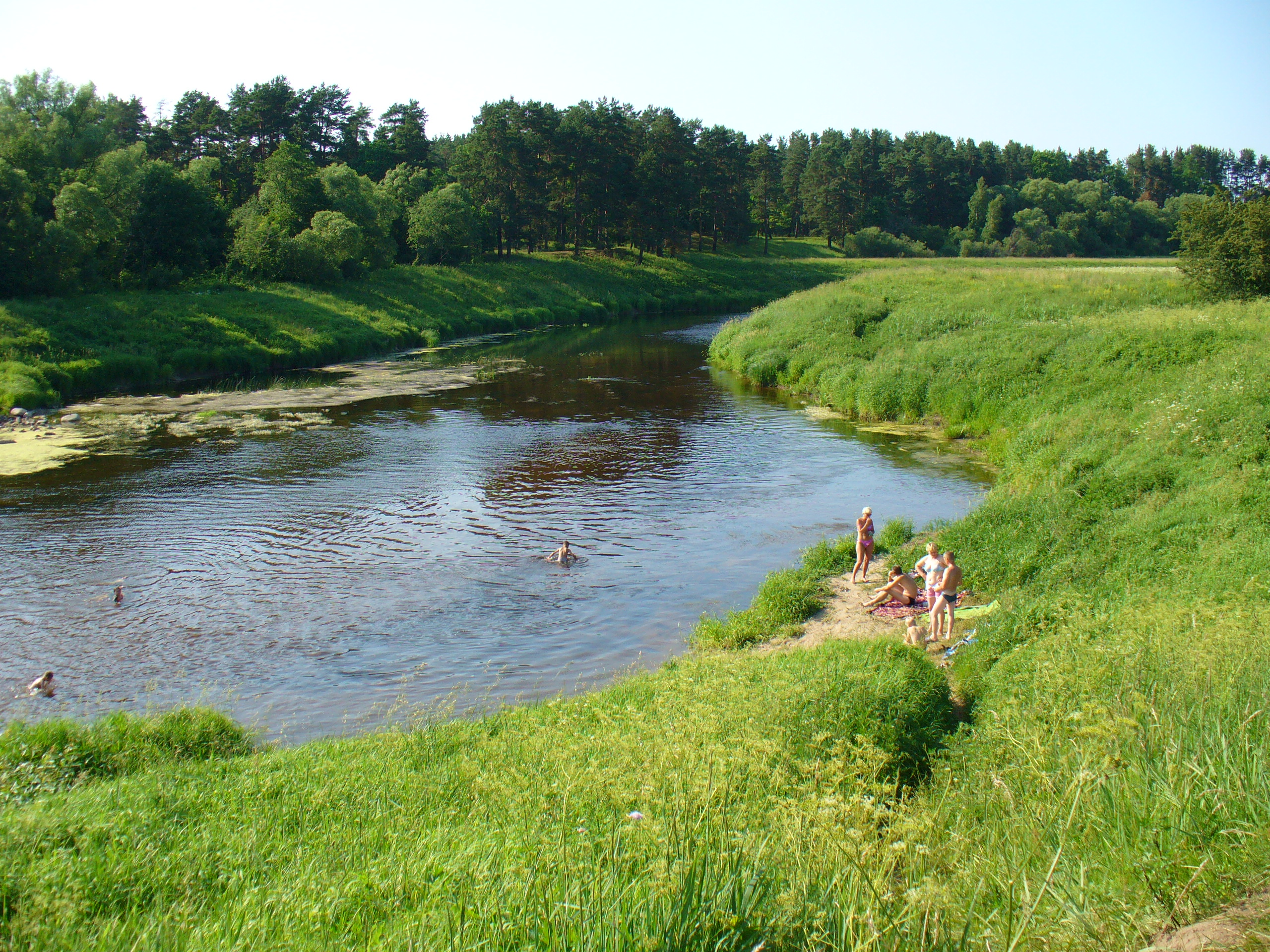
Badestelle an der Szeszuppe bei Timofejewo
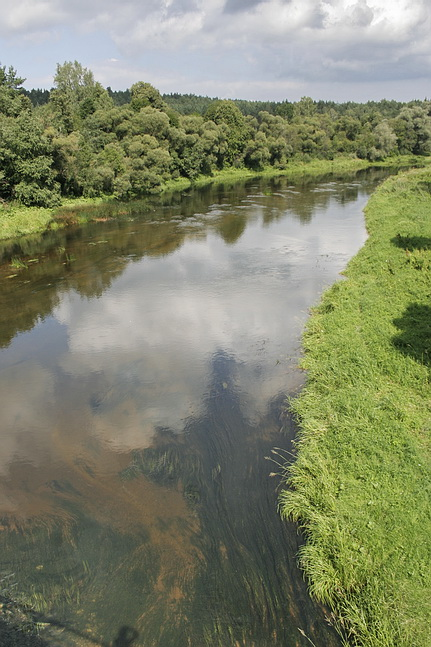
Sventoji

## Alphabetisch

### A
Abista, Agluona (Šešuvis), Aitra (Jūra), Akmena (Jūra), Aknysta, Alantas, Alsa (Mituva), Alsa (Šešuvis), Aluona, Ančia (Šešuvis), Antvardė, Apaščia, Armona, Ažytė

### B
Babrungas, Balčia (Šešuvis), Bārta, Barupė, Beržė (Šušvė)

### C
Czarna Hańcza

### D
Dange, Dienvidsusēja, Dotnuvėlė, Dubysa, Dysna

### E
Ežeruona

### G
Gausantė, Grūda, Gryžuva, Gynėvė, Gynia

### I
Imsrė

### J
Jara-Šetekšna, Juoda, Jūra, Juosta

### K
Katra, Kirkšnovė, Kiršinas, Kražantė, Kruostas, Kupa

### L
Lankesa, Lapainia, Lapišė, Laukupė, Lazduona, Letausas, Lėvuo, Liaudė, Liepona, Lietauka, Linkava, Lokysta, Lukna (Merkys), Luknė, Lūšis

### M
Memel, Merkys, Minija, Mituva, Mūša, Musė, Mūšia

### N
Nasvė, Nemenčia, Nemunėlis, Nereta, Neris, Nevėžis

### O
Obelis

### R
Ratnyčia, Ringuva

### S
Salantas, Šalčia, Šaltuona, Šavaša, Šerkšnė, Šešupė, Šešuvis, Šiaušė, Šiša, Siesartis (Šventoji), Širvinta, Smilga, Snietala, Spengla (Merkys), Striūna, Šunija, Šušvė, Šventoji, Svēte

### T
Tenenys, Trišiūkštė

### U
Ūla, Uogys, Upė, Upyna, Upytė

### V
Vadakstis, Varduva, Varėnė, Varnaka, Veiviržas, Venta, Verseka, Vidauja, Vilnia, Vingerinė, Virinta, Virvytė, Vyžuona (Nemunėlis)

### Z
Žeimena, Žvelsa